# 救恩學校
救恩學校（英語：Kau Yan School）是一所位於香港西營盤的私立學校，由基督教香港崇真會救恩堂創辦，校舍位於高街97B號麗恩閣基座，即救恩堂旁邊。
該校創立於1946年，為香港中西區的名校之一，設有小學部及幼稚園部，亦曾一度提供中學課程（現已分拆為救恩書院，並遷往新界大埔區）。

## 校政管理
歷任校監
- 1946年至1950年　張維豐
- 1950年至1953年　周耀庭
- 1953年至1969年　張維豐
- 1969年至1977年　王新民
- 1977年至1986年　夏永樂
- 1986年至1994年　王福義
- 1994年至？　蕭壽澄

歷任校長
- 1946年至1950年　周瑞英
- 1951年至1956年　曾國英
- 1957年至1959年　徐仲霞
- 1960年至1974年　蘇維靜
- 1975年至1976年　王新民
- 1977年至1988年　徐彬賢
- 1989年至1993年　洪之龍
- 1994年至2008年　杜陳碧麗
- 2009年至2018年　陳梁淑貞
- 2018年至2020年　林克忠
- 2020年至今　歐偉民

歷任校長（幼稚園部）
- 馬伍巧娟 [2]

## 歷史發展
第二次世界大戰後，中西區內不少兒童急需就學，基督教香港崇真會救恩堂於1946年議決收回毗連教堂租出的房舍開辦「救恩學校幼稚園」，同年9月初開學，1950年更名「救恩書院」，上午校為小學部，下午校為中學部。1950年2月，該校校董會議決興辦英文中學，即現在的救恩書院，先辦第八班（即今小五）兩班、第七班（即今小六）三班及第六班（即今中一）一班，並隨即招生。當時校方將小學課室略為修改，上午由小學上課，下午為中學使用。其後於1957年，小學部易名為「救恩書院小學中文部」，併入中學部，逐漸成為一間提供幼稚園至預科課程的學校。1958年，中學部的學生數目錄得約600人，小學部有大約370人，而幼稚園則有大約160人。當時幼稚園及小學一、二、三年級各設1班，以全日制方式於救恩堂地段的既存建築物上課。而隨著中學部開辦，小學部學生人數亦日增，原有由民房改裝而成的兩層高校舍不敷應用，故校董會在1951年決定建造永久校舍，得徐仁壽（華仁書院創辦人）等社會賢達捐助，並在1953年1月向工務局呈交建校圖則，5月中委託德信公司承建，同年7月19日奠基興建校舍第一期（即面向高街一方）。第一期校舍樓高五層，共設課室十一間，並有校長室、教員室、實驗室、圖書館等，暑假後九月開學時，中學部即遷入此校舍上課，後在11月2日下午3時由教育司高詩雅正式主持開幕。
救恩小學在1955年實施上下午班制，並在次年展開第二期校舍建築工程，工程在1958年竣工。然而，為專注於中小學部發展，幼稚園部在1959年停辦。1978年，救恩書院成為政府津貼中學，惟小學部仍屬教會私立學校，1985年「救恩書院中文小學部」易名「救恩小學」。及至1990年救恩書院分期遷入大埔富善邨的新校舍，於1992年8月完全撤離高街校舍，同年校董會計劃重建高街校舍，且與發展商合作興建住宅樓宇。由於要安排遷就重建工程，學生在1992年至1995年間被安排暫借中環些利街潮人生命堂上課，1993年改為全日制上課，至1995年9月新校舍啟用。校方在建成新校舍之後，於1995年重新把學校註冊成「救恩學校小學暨幼稚園」。翌年，即1996年2月復辦幼稚園。
自杜陳碧麗校長在1995年3月上任後，救恩學校在1996年開辦「家長班」，每週日邀請家長到校上課學習；1997年在操場旁增設廚房，聘請廚師每日為學生烹調午餐；1998年建成資訊館（即電腦室，後稱「305資訊館」，今成「學習中心」的一部份）；2000年在校舍後方近餘樂里處興建「救恩小園地」，設有兒童遊樂場及耕地等。

## 校舍
救恩學校創辦以來一直於高街97B號現址辦學（除九十年代校舍重建期間外），初期借用教會（救恩堂）用地教學，直至1953年11月獨立校舍落成。
鑒於校舍歷經50年已變得不敷應用，校方於1990年代決定重建校舍。為籌募資金，該校於1992年6月與麗新集團簽訂合作協議，並讓該集團於校舍上蓋興建住宅大樓。同年9月起，小學部暫遷往中環潮人生命堂上課，中學部則遷往位於大埔新市鎮富善邨的新校舍獨立運作至今。現時的校舍是在1995年重建完成的，共有9層，其中校舍7至11樓為教會用地，校舍上方則為住宅項目麗恩閣。
現有校舍於近年來不斷改善：三樓的學習中心（原圖書館及資訊館）、六樓的綜藝館（原演講廳）和空中花園，以及L1的廚藝室和小園地等，還增設了覆蓋全校的Wi-Fi服務。

### 樓層分布
| 6  | 綜藝館                                                      |
| 5  | 小學三和五年級課室                                          |
| 4  | 校務處、小學四年級課室                                      |
| 3  | 小學六和二年級課室、學習中心（原305資訊館、圖書館及音樂室） |
| 2  | 小學一、二年級課室                                          |
| 1  | 幼稚園                                                      |
| G  | 學校大堂和幼稚園                                            |
| 1L | 操場、廚房、救恩小園地和體育室                              |
| 2L | 停車場                                                      |

## 聯繫學校
救恩學校（小學部）與位於九龍觀塘區四順的滙基書院（東九龍）有所聯繫，部份救恩小六學生畢業後可直接升讀該校（名額為全年小學六年級總人數的30%）。
雖然歷史上曾屬同一架構，然而救恩學校（小學部）目前與位於大埔區的救恩書院，以及位於粉嶺的粉嶺救恩書院並無直屬關係。

## 著名/傑出校友
- 容麗珍：前萬鈞伯裘書院校董兼校監
- 森森（幼稚園至小學部）：香港女藝人[3]
- 斑斑（幼稚園至小學部）：香港女藝人[3]
- 蔡齡齡（1977年小六）：已故香港商業電台唱片騎師、香港電台《恬淡情懷》節目主持人及歌手
- 周慧敏（小學部）：香港女藝人[註 1]
- 莊梅岩（1989年小六）：香港女性劇作家
- 黃之鋒（2008年小六）：前香港眾志秘書長，香港學運領袖
- 林君蓮：香港女歌手、《聲夢傳奇》參賽者
- 鄺士山：前香港現代教育化學科補習名師[4]

## 外部連結
- 救恩學校 （页面存档备份，存于）
- 救恩學校舊版學校網頁：歷史背景

22°17′07″N 114°08′28″E / 22.285406°N 114.141107°E